# 南東インド洋海嶺

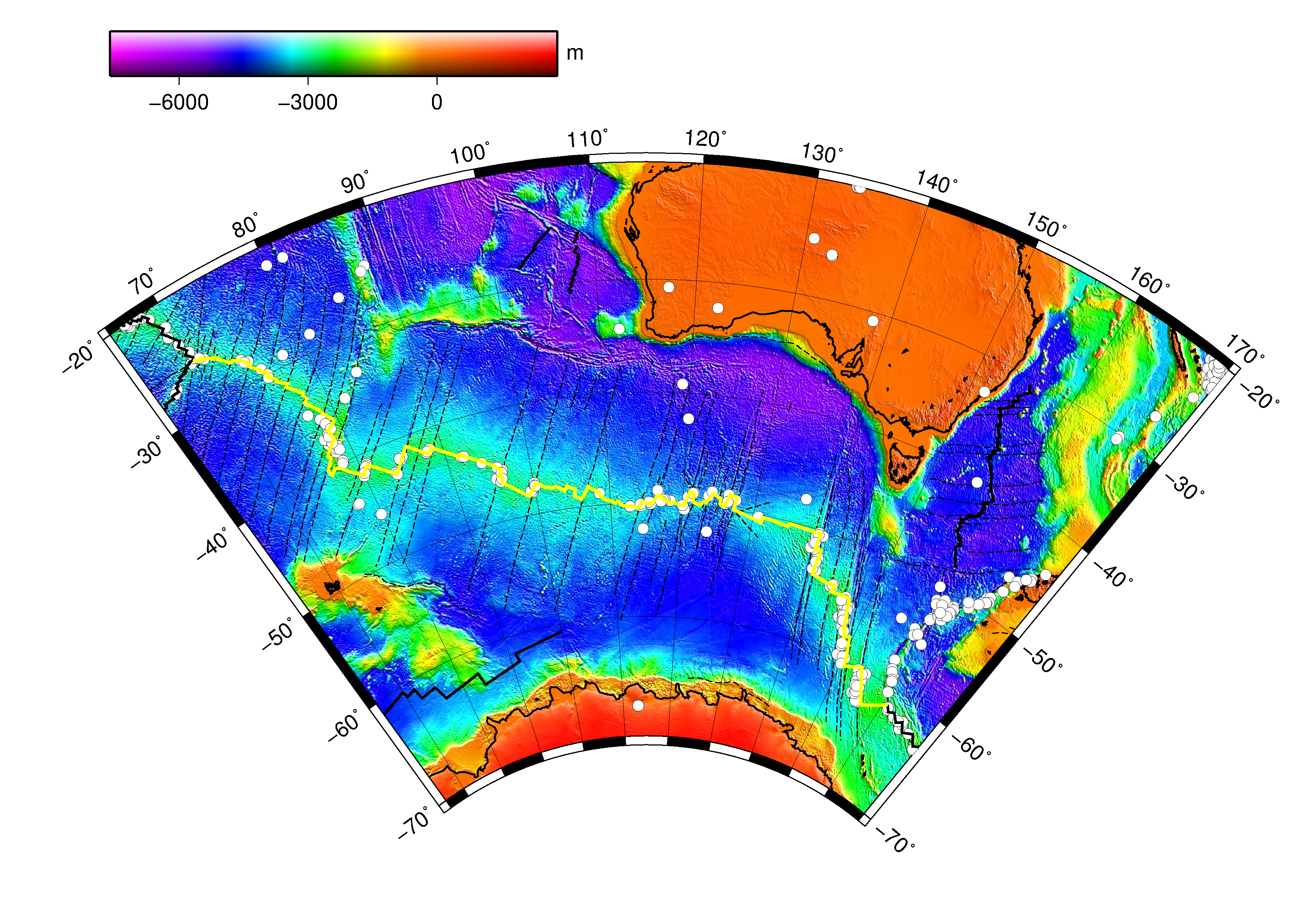
南東インド洋海嶺（黄線）

南東インド洋海嶺（なんとうインドようかいれい、英: Southeast Indian Ridge）はインド洋南東部に位置する海嶺。インド洋南部のロドリゲス三重点から南東に伸び、オーストラリア大陸の南方に連なる。マッコーリー島南方のマッコーリー三重点で太平洋南極海嶺と繋がる。東部はオーストラリア南極海嶺ともされる。インド・オーストラリアプレートと南極プレートの発散境界にあたる。